# La Ferrière (Wandea)
La Ferrière – miejscowość i gmina we Francji, w regionie Kraj Loary, w departamencie Wandea.
Według danych na rok 1990 gminę zamieszkiwało 3765 osób, a gęstość zaludnienia wynosiła 80 osób/km² (wśród 1504 gmin Kraju Loary La Ferrière plasuje się na 120. miejscu pod względem liczby ludności, natomiast pod względem powierzchni na miejscu 92.).